# Arc circumzénithal

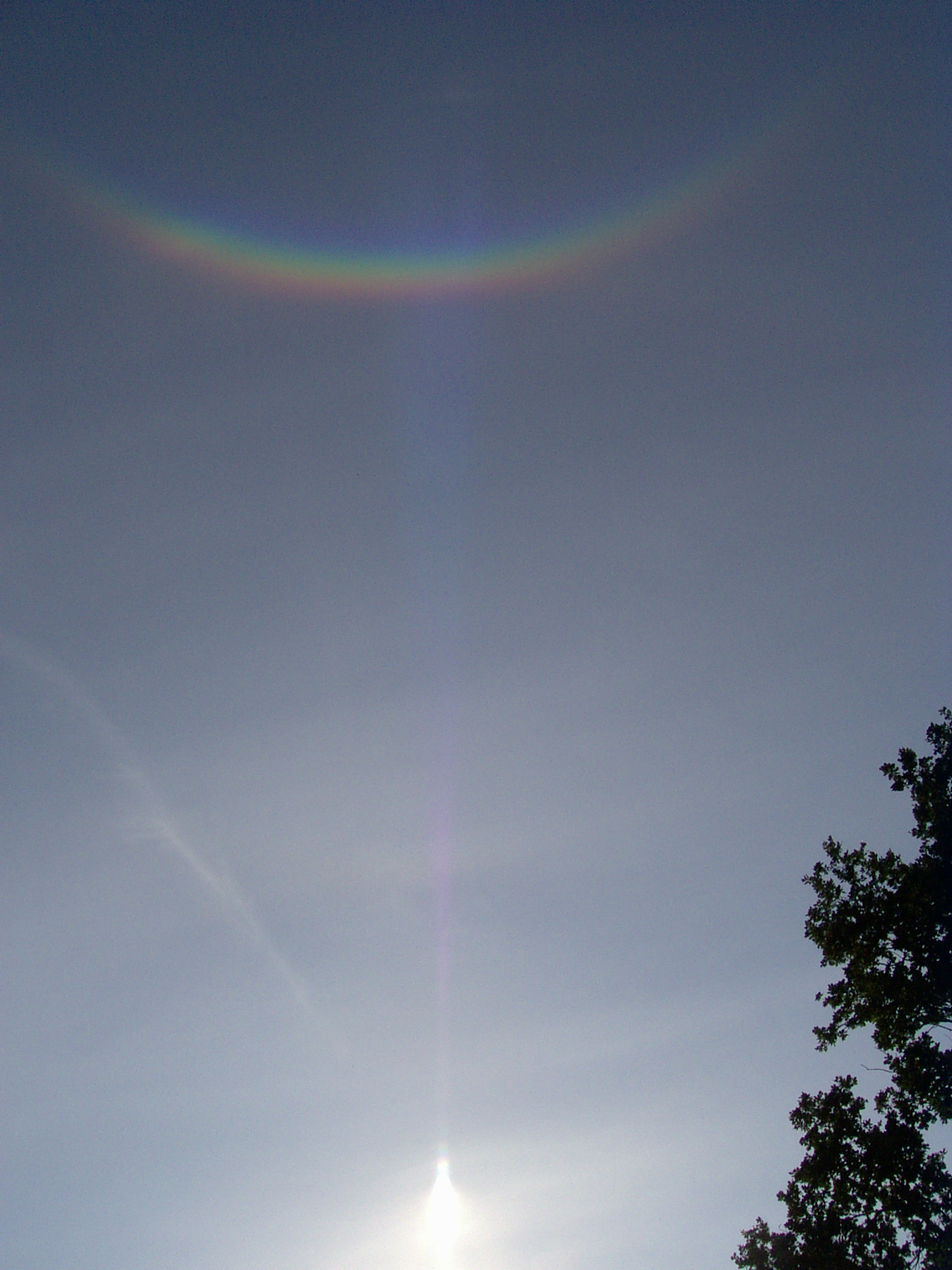
Arc circumzénithal

Un arc circumzénithal (ou arc circumzénital supérieur) est un phénomène atmosphérique optique (plus précisément un photométéore) à l'apparence d'un arc-en-ciel qui se forme autour du zénith et qui est courbé dans la direction opposée au soleil. Il se forme par la réflexion et la réfraction de la lumière de l'astre passant dans une couche de cirrus ou dans des traînées de condensation.

## Principe

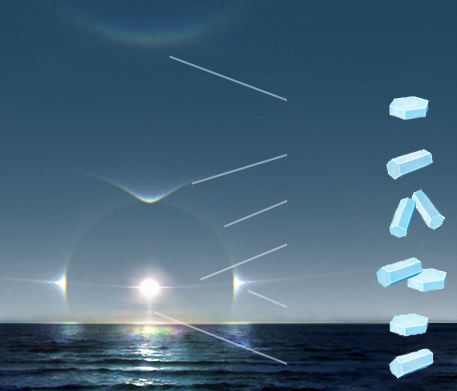
Relation entre le type de halo et l'orientation des cristaux de glace (arc circumzénithal en haut complètement)

L'arc circumzénithal est créé par les rayons du soleil qui se réfractent sur des cristaux de glace orientés horizontalement, le plus souvent dans les cirrus. Les rayons du soleil entrent par la face supérieure des cristaux et ressortent par l'un des côtés, le tout en subissant une réfraction à chaque changement de médium. La réfraction à travers les deux faces orthogonales (à 90° l'une de l'autre) donne une séparation des couleurs très pure, plus pure même que celle d'un arc-en-ciel. 
Généralement, il ne se forme qu'un quart de cercle centré au zénith du même côté que le soleil. Ses couleurs vont du bleu à l'intérieur au rouge à l'extérieur (par rapport au rayon de courbure). L'arc ne peut se former que lorsque la hauteur du soleil ne dépasse pas 32°, sinon les rayons subiraient une réflexion totale interne dans le cristal, la hauteur optimum se situant entre 15° et 25°,.
L'arc est tangent au grand halo pour une hauteur de l'astre solaire de 22°, et s'en éloigne si la hauteur de l'astre s'écarte de cette valeur. Cet arc peut cependant être observé en l'absence du grand halo,.

## Arc inférieur
Il arrive exceptionnellement que le phénomène se produise de façon inversée, à proximité de l'horizon. Il est alors qualifié d'arc circumhorizontal, ou encore arc circumzénithal inférieur et nécessite une hauteur du soleil supérieure à 58° au-dessus de l'horizon. Il touche le grand halo, si présent, quand la hauteur de l'astre lumineux est d'environ 68°. 